# Padstow
Padstow är en stad och civil parish i Cornwall i England. Folkmängden uppgår till cirka 2 300 invånare.